# Baryconus sculpturatus
Baryconus sculpturatus är en stekelart som först beskrevs av Alan Parkhurst Dodd 1914.  Baryconus sculpturatus ingår i släktet Baryconus och familjen Scelionidae. Inga underarter finns listade.